# 郭貢
郭贡（?—?），东汉末期人物，官至豫州刺史（根据三互法，可见其非豫州人）。
汉献帝兴平元年（194年），曹操征陶謙，刘备救援陶谦，被陶谦表为豫州刺史，驻守在豫州沛国北部的小沛。同年，控制朝廷的军阀李傕以汉献帝名义下大封诏书，郭贡大约此时被任命为豫州刺史。郭贡上任后，军阀袁术取消自己所任的豫州刺史孙贲，只剩刘备和郭贡并立。
曹操派荀彧留守鄄城，陈宫与张邈迎接吕布叛曹操。郭贡率领数万兵来到鄄城城下，大家认为他和陈宫、张邈同谋。郭贡请求和荀彧见面，荀彧准备亲自出城见面。夏侯惇加以劝阻，但荀彧认为郭贡与吕布、张邈等人素不相识，交情不深。此次来袭是主意未定，趁著此时说服他，就算是他不能为我们出力，也可使他中立，如果先猜疑他，必激怒他使其与吕布联合。荀彧亲见郭贡，郭贡看到荀彧對他並不感到害怕，认为鄄城不易攻取，便率兵离去。
196年，曹操以刘备为豫州牧，可见豫州已为曹操所占；郭贡下落不明。